# Casa senyorial (Bellcaire d'Urgell)
La Casa senyorial és una obra de Bellcaire d'Urgell (Noguera) inclosa a l'Inventari del Patrimoni Arquitectònic de Catalunya.

## Descripció

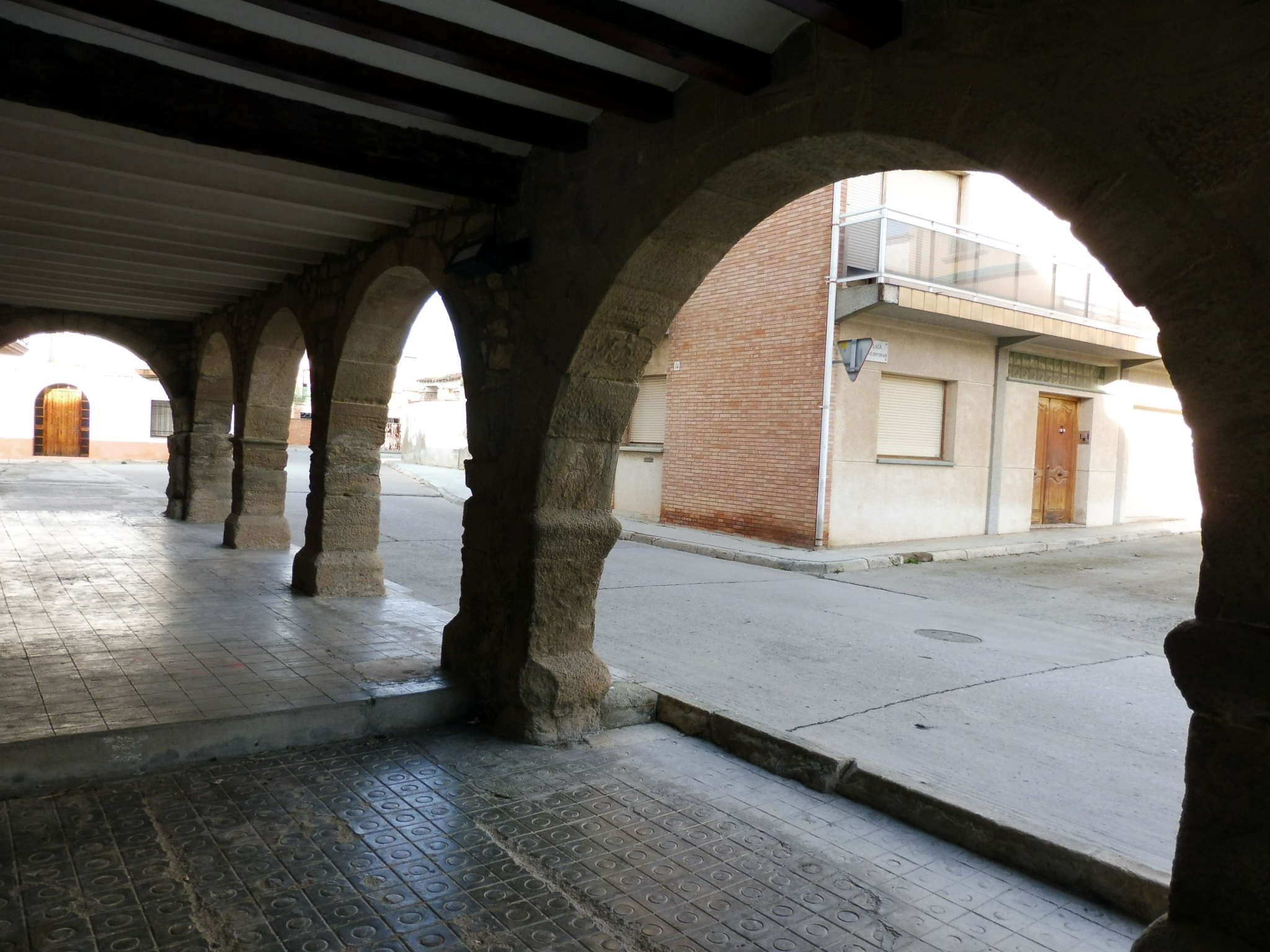
La porxada sota casa

Bonica casa senyorial de dos pisos, amb cos sortit sostingut per arcs de mig punt que formen un porxo. Cantonades ben escairades. La casa es construïda amb pedra i fusta. Porta d'accés amb inscripció. L'interior està molt modificat.

## Història
Aquesta casa està situada dins el carrer Major, part antiga del poble. Fou construïda per un senyor que tenia bastants diners.
La seva edificació data del segle xvi, però al llarg dels anys s'han anat fent reformes. Sempre ha estat utilitzada com a habitació particular.